# Premiata Forneria Marconi

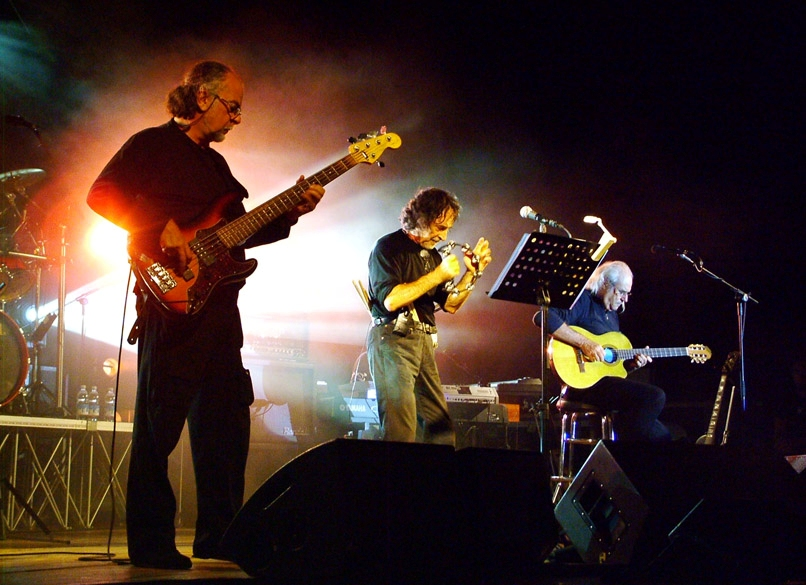

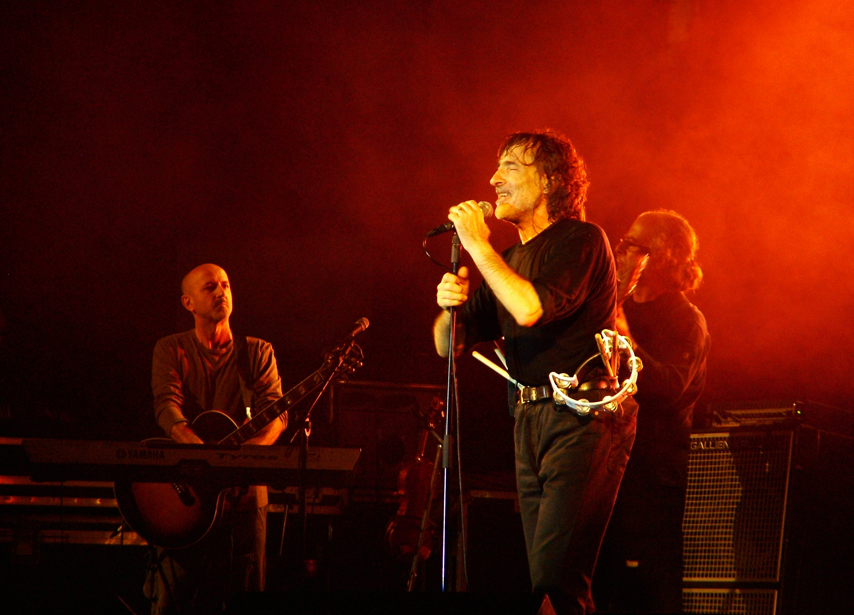

Premiata Forneria Marconi — італійська група прогресивного року, що досягла піку своєї популярності в 1970-і роки, досягнувши успіху не тільки в рідній країні, а й у Великобританії та США.
Будучи однією з багатьох італійських рок-груп, таких як Banco del Mutuo Soccorso, Area, Le Orme і Perigeo, PFM були єдиними, які домоглися визнання за межами Італії. У музиці групи відчувається вплив таких класиків прогресивного року, як Genesis, Flock, ранніх King Crimson, однак при цьому звучання групи відрізняється оригінальністю та особливим італійським колоритом. У 1979-х — 1980-х роках провели серію концертів спільно з італійським бардом Фабріціо Де Андре.

## Учасники групи
- Франц Ді Чоччо — ударні, перкусія, провідний вокал, бек-вокал (з 1970)
- Патрік Джівас — бас, програмування (з 1974)
- Марко Сфоглі — електрогітара(з 2015)
- Лучіо Фаббрі — скрипка, клавішні (1979—1987, з 2000)
- Джанлука Тальявіні — Фортеп'яно, орган Хаммонда, мінімуг, інші клавішні(з 2005)
- П'єро Монтерісі — додаткові ударні (з 2006)

колишні учасники
- Флавіо Премолі — фортепіано, клавішні, мелотрон, синтезатор Муга, провідний вокал (1970—1980, 1997—2005)
- Франко Муссіда — акустична гітара, електрична гітара, 12 струнна гітара, мандоліна, вокал (1970—2015)
- Мауро Пагані — флейта, пікколо, скрипка, вокал(1970—1976)
- Джорджіо Пьяцца — бас (1970—1974)
- Бернардо Ланцетті — провідний вокал, ритм-гітара(1975—1977)
- Грегорі Блок — скрипка(1976—1977)
- Уолтер Каллоні — додаткові ударні(1982—1987)
- Роберто Gualdi — додаткові ударні(1997—2005)

## Дискографія

### Альбоми
- Storia di un minuto (1972)
- Per un amico (1972)
- Photos of Ghost (1973, англійська версія Per un amico)
- L'isola di niente (1974)
- The World Became the World (1974, англійська версія L'isola di niente)
- Chocolate kings (1975)
- Jet lag (1977)
- Passpartù (1978)
- Suonare suonare (1980)
- Come ti va in riva alla città (1981)
- P.F.M.? P.F.M.! (1984)
- Miss Baker (1987)
- Ulisse (1997)
- Serendipity (2000)
- Dracula (2005 album)|Dracula (2005)
- Stati di Immaginazione (2006)
- A.D. 2010 — La buona novella (2010)
- PFM in Classic — Da Mozart a Celebration (2013)
- Emotional Tatoos (2017)
- I Dreamed of Electric Sheep — Ho sognato pecore elettriche (2021)